# Brig Bay
Brig Bay is een dorp en local service district in de Canadese provincie Newfoundland en Labrador. De plaats bevindt zich in het noorden van het eiland Newfoundland.

## Geschiedenis
In 1987 kreeg Brig Bay voor het eerst beperkt lokaal bestuur doordat de plaats een local service district werd.

## Geografie
Brig Bay ligt aan de westkust van het Great Northern Peninsula, het meest noordelijke gedeelte van Newfoundland. De plaats ligt tussen de dorpen Bird Cove en Plum Point, aan de oevers van de Saint Lawrencebaai. Ruim 1,5 km naar het noordoosten toe ligt Old Ferolle Island.

## Demografie
Demografisch gezien is de designated place Brig Bay, net zoals de meeste kleine dorpen op Newfoundland, aan het krimpen. Tussen 1991 en 2021 daalde de bevolkingsomvang van 199 naar 101. Dat komt neer op een daling van 98 inwoners (-49,2%) in 30 jaar tijd.
| Demografische ontwikkeling van Brig Bay tussen 1991 en 2021     |
| --------------------------------------------------------------- |
|                                                                 |
| Bron: Statistics Canada (1991–1996, 2001–2006, 2011–2016, 2021) |

## Galerij

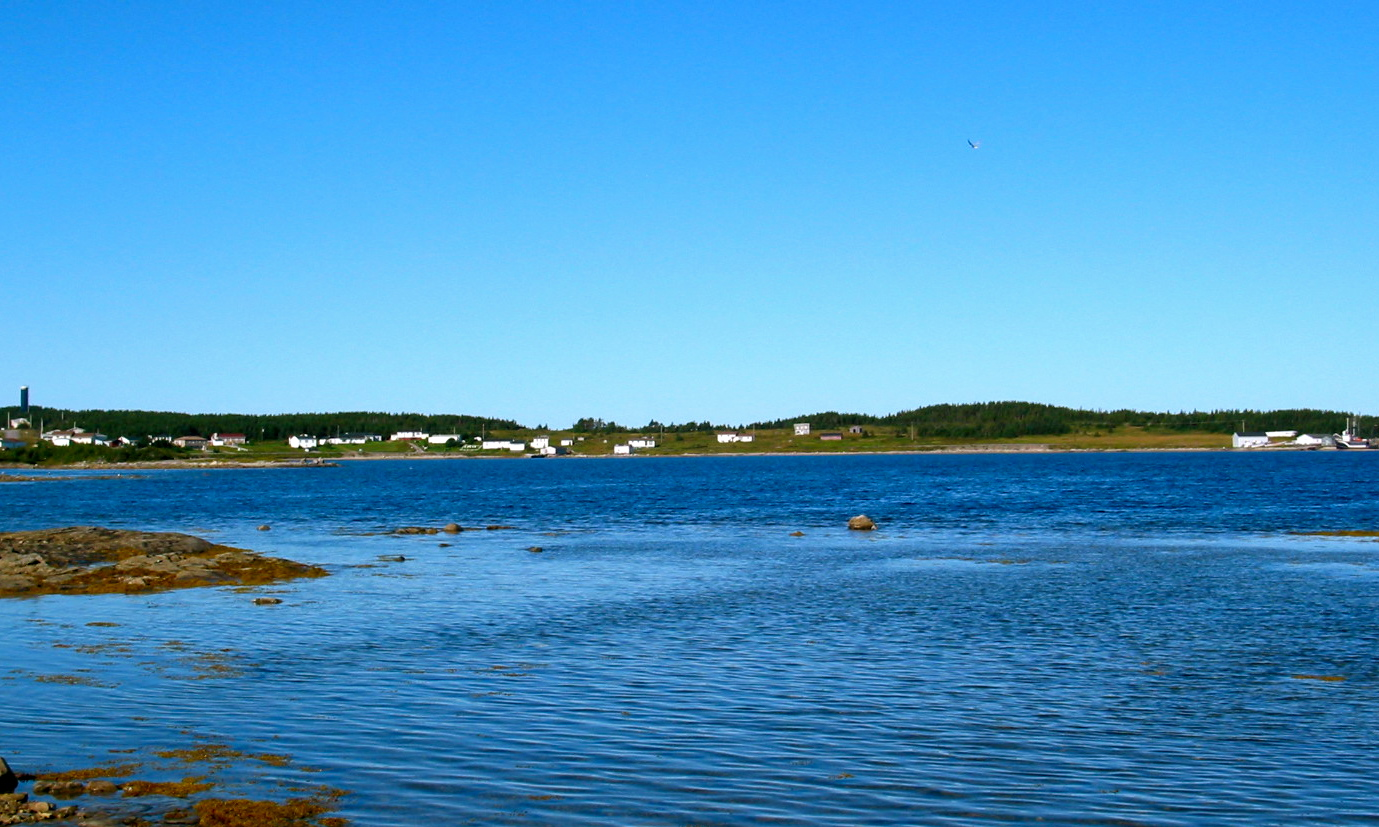
Zicht op Brig Bay vanaf het water
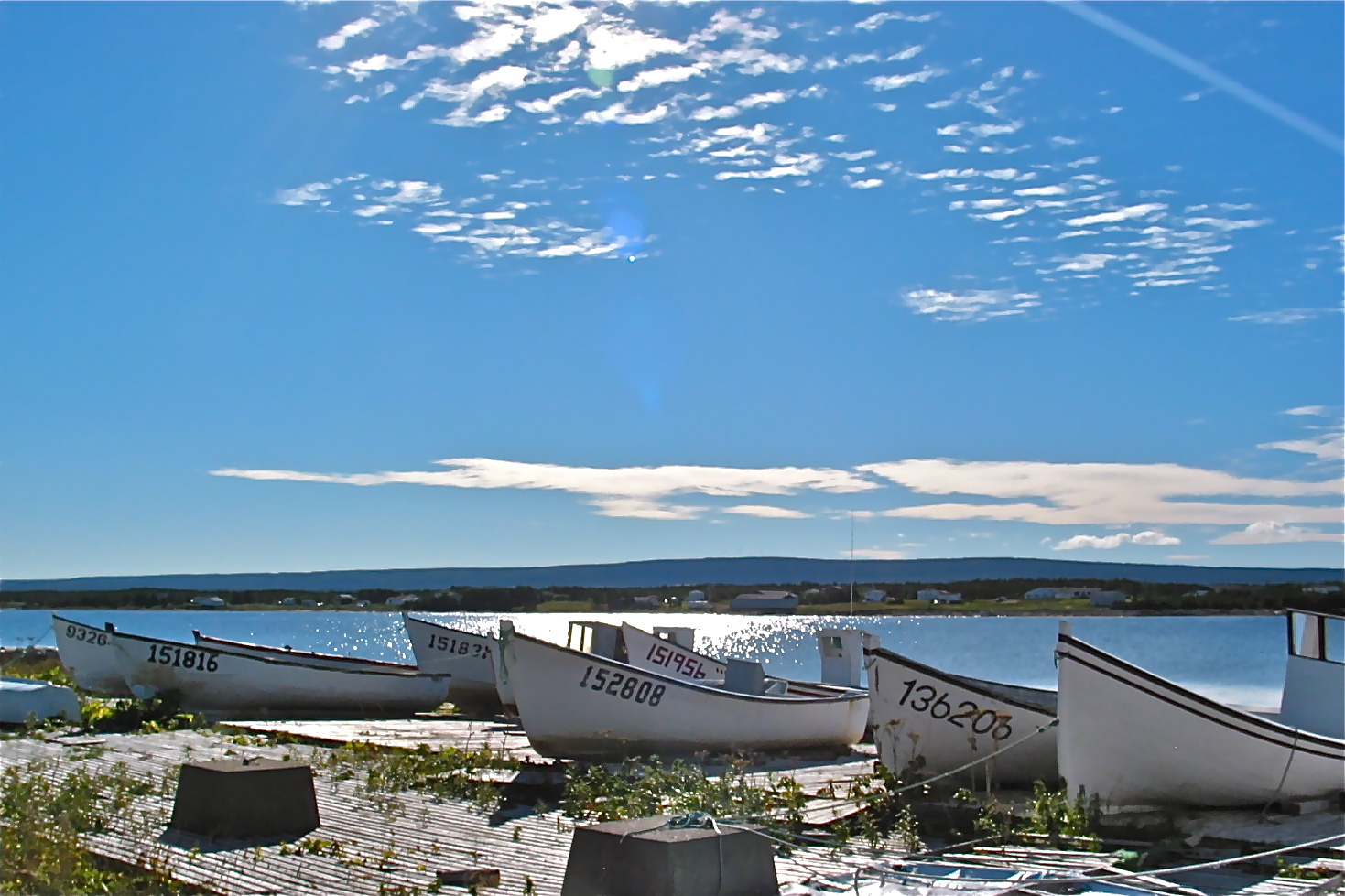
Kreeftenboten met Brig Bay in de achtergrond